# Melanie Bartels
Pour les articles homonymes, voir Bartels.
Melanie Bartels est une surfeuse professionnelle américaine né le 2 mai 1982 à Makaha (en), sur l’île d'Oahu, à Hawaï.

## Biographie
2008 a été sa 4e saison consécutive dans l'élite mondiale.

## Palmarès
- 2003 : Championne du monde WQS

### Victoires
- 2008 Billabong Girls Pro, Macumba, Rio de Janeiro, Brésil (WCT)
- 2006 Gallaz Surf Jam, Sebastian Inlet, Floride, États-Unis (WQS)
- 2006 2006 Roxy Pro, Sunset Beach, Oahu, Hawaii (WCT)
- 2005 Newport Classic, Newport, Californie, États-Unis (WQS)
- 2005 The M. Price Pro, Durban, Afrique du Sud (WQS)
- 2004 SG's Queen of Surf, Pacific Beach, Californie, États-Unis (WQS)
- 2003 Globe Gallaz Pro, Oceanside, Californie, États-Unis (WQS)
- 2003 Magnolia Girls Pro, Ericeira, Portugal (WQS)
- 2003 O'Neill Coldwater Classic, Santa Cruz, Californie, États-Unis (WQS)
- 2002 Newport Classic, Newport, Californie, États-Unis (WQS)
- 2002 Forster's Cup, Trestles, Californie, États-Unis (WQS)

### WCT
- 2008 :   7 e - 1 victoire
- 2007 : 10e
- 2006 : Absente - 1 victoire (invitée)
- 2005 : 17e et rétrogradée en WQS
- 2004 : 15e